# 1536 a tudományban
Az 1536. év a tudományban és a technikában.

## Események
- Buenos Aires alapítása

## Születések
- Ignazio Danti csillagász és matematikus (1586).